# John Aaron
John W. Aaron (Wellington, Texas, 1943) es un ingeniero y físico estadounidense que se desempeñó como controlador de vuelo durante los programas Gemini y Apolo de la NASA. 
Es ampliamente conocido por evitar que la misión Apolo 12 fuera abortada cuándo el lanzador fue golpeado por un relámpago momentos después del despegue, y también jugó un rol importante durante la crisis del Apolo 13.

## Biografía
John Aaron nació en Wellington, Texas siendo el más joven de una familia de siete niños. Creció en el oeste de Oklahoma, cerca de Vinson. Su madre era una ministra cristina, y su padre era un granjero de ganado.
Tras pasar un año en la Universidad Bethany Nazarene, decidió transferirse a la Universidad Estatal del Suroeste de Oklahoma, donde se recibiría como físico en 1964. Aunque originalmente pretendía ser un profesor tras graduarse, decidió aplicar para un trabajo en NASA tras recibir la recomendación de un amigo.

## Carrera en la NASA

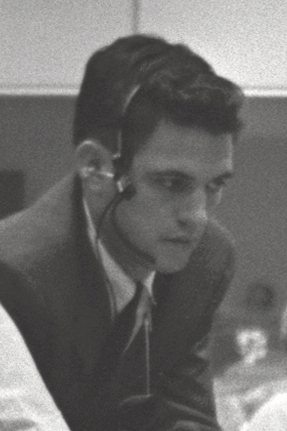
Aaron en el Centro de Control de Misiones durante la misión Gemini 5.

### Gemini
Cuándo llegó a NASA, Aaron fue entrenado como un EECOM, un controlador de vuelo con responsabilidad por los sistemas eléctricos, medioambientales y de comunicaciones a bordo la nave. Para la misión Gemini 2, ya se encontraba en Control de Misión como Controlador de vuelo Jefe EECOM, cargo que mantuvo hasta 1967.

### Apolo
Aaron continuó su trabajo como Jefe de EECOM durante el programa Apolo en 1967, particularmente en la sección del módulo de mando y servicio.  
En 1969 es ascendido a jefe de la sección eléctrica y de sistemas de instrumentos, una posición que mantuvo por cuatro años.

#### Apolo 12
Durante el lanzamiento del Apolo 12, Aaron se encontraba en un receso. Treinta y seis segundos después del despegue, el Saturno V fue golpeado por relámpago, causando una sobrecarga de energía. Los instrumentos empezaron a funcionar mal y la telemetría presentaba datos confusos. El director de vuelo, Gerry Griffin, estaba preparándose para abortar la misión. Aun así, Aaron se dio cuenta de que anteriormente ya había visto este patrón extraño de telemetría.
Un año antes del vuelo, Aaron había observado una prueba en el Centro espacial John F. Kennedy cuándo notó algunas lecturas de telemetría inusuales. Por iniciativa propia, decidió averiguar el origen de esta anomalía,  localizándola en el Sistema de Electrónica de Condicionante de Señal (SCE), y se convirtió en uno de los pocos controladores de vuelo que estaba familiarizado con el sistema y sus operaciones. En dicha situación, las lecturas normales podrían ser restauradas poniendo el SCE en su ajuste auxiliar, lo que le permite operar incluso en condiciones de bajo voltaje.
Aaron supuso que este modo de ajuste haría que vuelva la telemetría a valores normales, y decidió realizar la recomendación al Director de Vuelo: 

‘Flight, EECOM. Try SCE to AUX.‘
‘Vuelo, EECOM. Prueba SCE a AUX.’

 La mayoría de sus compañeros del control de misión no entendían a que se estaba refiriendo. Tanto el director de Vuelo como el CAPCOM Gerald P. Carr decidieron repreguntar. Aaron repitió y Carr, a pesar de seguir confundido, decidió transmitir la información a la tripulación: 

‘Apollo 12, Houston. Try SCE to Auxiliary. Over.‘
‘Apolo 12, Houston. Prueba SCE a AUX. Cambio.’

 Afortunadamente Alan Bean estaba familiarizado con la ubicación del botón para cambiar los ajustes del SCE dentro de la cápsula, y logró cambiarlo a auxiliar. La telemetría fue inmediatamente restaurada, permitiendo que la misión continúe. Esto le ganó a Aaron el respeto duradero de sus colegas, quienes lo apodaron hombre misil de ojos de acero, que es como se denominaba a los miembros de la NASA con más cualidades en situaciones difíciles.

#### Apolo 13
Aaron se encontraba libre cuando ocurrió la explosión de Apolo 13, pero fue llamado rápidamente a Control de Misión para asistir en el rescate. El Director de Vuelo Gene Kranz puso Aaron a cargo del suministro de energía del módulo lunar. Tenía permitido vetar las ideas de otros ingenieros, particularmente cuándo estas afectaron el uso de energía de los módulos. Fue encargado de llevar a cabo el racionamiento de energía de la nave durante el vuelo de regreso e ingenió una secuencia de encendido que permitió al módulo de comando reingresar de manera seguro mientras operaba en una condición de baja batería.
Contrariamente a los procedimientos establecidos, Aaron ordenó que el sistema de instrumentación, el cual incluía la telemetría, visibilidad, y los transmisores para comunicaciones, fuera lo último en ser encendido, justo antes del reingreso, en vez de ser encendido primero, como marcaba los procedimientos. Sin el sistema de instrumentación, la tripulación y los controladores no sabrían si el encendido en frío había sido exitoso hasta el último momento antes del reingreso. De haber utilizado el procedimiento normal, la cápsula hubiera agotado su batería antes del amerizaje. El procedimiento fue un éxito, y la tripulación regresó a la tierra.

### Carrera posterior
Finalizado el programa Apolo, Aaron permaneció en NASA trabajando en la División de Software, alcanzando el rango de jefe de la división durante los años 1981-1984.
En 1984, trabajó en el proyecto de la Estación Espacial Freedom, el precursor de la Estación Espacial Internacional, siendo el gerente de la oficina de proyectos de estaciones espaciales del Centro Espacial Lyndon B. Johnson. Sin embargo, cuatro años más tarde se vio forzado a renunciar a su puesto, después de que el Senador de Texas Robert Krueger lo culpó de haber generado un gasto excesivo de 500 millones de dólares en el proyecto.
Tras esto, Aaron pasó a ser un gerente en el Directorio de Ingeniería del Centro Espacial Johnson en 1993, posición que mantuvo hasta su jubilación en el año 2000.